# Ильенко, Алексей Алексеевич
Алексей Алексеевич Ильенко  (род. Калининградская область, Россия)  Мастер спорта по рукопашному бою, Мастер спорта по боевому самбо, Мастер спорта по панкратиону, 2-х кратный победитель первенства мира по рукопашному бою. Призёр кубка мира по панкратиону. Победитель кубка балтийских стран по боевому самбо. Профессиональный боец мма. ( лиги М-1 Global, fight night, RCC)

## Биография
Родился Алексей в Калининграде. Свой путь в мир спорта Алексей начал, когда ему было всего 6 лет. Отец привёл его в секцию рукопашного боя, и Ильенко под руководством своего первого тренера, Голышева Валерия Валентиновича, посвятил этому виду спорта большую часть своей жизни и стал мастером спорта по рукопашному бою (самый молодой мастер спорта по рукопашному бою в России на момент присвоения звания), четырёхкратным чемпионом России по рукопашному бою, двукратным чемпионом первенства Мира по рукопашному бою среди юношей, мастером спорта по панкратиону и мастером спорта по боевому самбо.
Уровень мастерства Ильенко настолько превосходил уровень его ровесников, что в свои 15 лет на первенстве России по рукопашному бою Ильенко выступал в возрастной категории 16-17 лет.

## Достижения
- Мастер спорта по рукопашному бою
- Мастер спорта по боевому самбо
- Мастер спорта по панкратиону
- 2-х кратный победитель первенства мира по рукопашному бою
- Призёр кубка мира по панкратиону
- Победитель кубка балтийских стран по боевому самбо

## Статистика в профессиональном ММА
| Результат | Рекорд | Соперник            | Способ                                     | Турнир                                                                  | Дата             | Раунд | Время | Место                   | Примечание |
| --------- | ------ | ------------------- | ------------------------------------------ | ----------------------------------------------------------------------- | ---------------- | ----- | ----- | ----------------------- | ---------- |
| Поражение | 8-4    | Владимир Пальченков | Единогласное решение                       | RCC Intro 11                                                            | 23 февраля 2021  | 3     | 5:00  | Екатеринбург, Россия    |            |
| Поражение | 8-3    | Илья Фрейманов      | ТКО (Удары руками)                         | MMA SERIES 7: People's Championship                                     | 20 июня 2020     | 2     | 2:10  | Таганрог, Россия        |            |
| Поражение | 8-2    | Йоисланди Изкуэрдо  | Дисквалификация                            | M-1 Challenge 102 Rakhmonov vs. Varejao                                 | 28 июня 2019     | 2     | 0:47  | Нур-султан, Казахстан   |            |
| Поражение | 8-1    | Мичел Сильва        | КО (Удары руками)                          | M-1 Challenge 96 Mikutsa vs. Ibragimov                                  | 25 августа 2018  | 1     | 1:34  | Санкт-Петербург, Россия |            |
| Победа    | 8-0    | Хелсон Энрике       | КО (Удары в голову ногами и удары руками)  | M-1 Challenge 92 Kharitonov vs. Vyazigin                                | 24 мая 2018      | 3     | 0:27  | Санкт-Петербург, Россия |            |
| Победа    | 7-0    | Витаутас Садаускас  | ТКО (Остановил врач)                       | Kaliningrad MMA Federation Mayor's Cup 2017                             | 26 ноября 2017   | 1     | 5:00  | Калининград, Россия     |            |
| Победа    | 6-0    | Алексей Иванов      | ТКО (Удары ногами в корпус и Удары руками) | City Innovative Technologies / Sech Pro GIT Crimea 2017                 | 23 сентября 2017 | 1     | 2:56  | Ялта, Россия            |            |
| Победа    | 5-0    | Артём Андреев       | ТКО (Удары)                                | Baltic Bears MMA Team Youth Day 2017                                    | 24 июня 2017     | 1     | 0:36  | Калининград, Россия     |            |
| Победа    | 4-0    | Егор Алексеев       | ТКО (Удары)                                | Coliseum Grand Prix MMA Coliseum Grand Prix 2016: Semifinals and Finals | 23 октября 2016  | 1     | 4:57  | Калининград, Россия     |            |
| Победа    | 3-0    | Ramunas Paliunis    | КО (Удар коленом)                          | UOMMA FighteRevolution Cup 2016: Team Russia vs. Team World             | 12 августа 2016  | 1     | 1:05  | Калининград, Россия     |            |
| Победа    | 2-0    | Иван Черных         | ТКО                                        | MMA Coliseum Grand Prix 2016: 2nd Stage                                 | 7 августа 2016   | 1     | 4:13  | Калининград, Россия     |            |
| Победа    | 1-0    | Виталий Абрамов     | ТКО (Удары)                                | Coliseum Grand Prix MMA Coliseum Grand Prix 2016: 1st Stage             | 18 июня 2016     | 1     | 1:32  | Калининград, Россия     |            |